# Communauté de communes du Pays hayland
La communauté de communes du Pays hayland est une ancienne communauté de communes française, située dans le département de Manche et la région Basse-Normandie. Elle tire son nom de la commune de La Haye-Pesnel.

## Historique
La communauté de communes a été créée le 28 décembre 1992. Cette communauté de communes est dissoute le 1er janvier 2014 par la création de la communauté de communes Granville, terre et mer, dans laquelle s'intègrent les communes de Beauchamps, Les Chambres, Équilly,  Folligny, La Haye-Pesnel, Hocquigny, La Lucerne-d'Outremer, La Mouche et Saint-Jean-des-Champs.
Les communes de Champcervon, Le Luot, La Rochelle-Normande, Sainte-Pience et Subligny intègrent à la même date la communauté de communes Avranches - Mont-Saint-Michel et celle du Tanu la communauté de communes Intercom du bassin de Villedieu.

## Composition
L'intercommunalité fédérait les quinze communes du canton de La Haye-Pesnel :
- Beauchamps
- Les Chambres
- Champcervon
- Équilly
- Folligny
- La Haye-Pesnel
- Hocquigny
- La Lucerne-d'Outremer
- Le Luot
- La Mouche
- La Rochelle-Normande
- Saint-Jean-des-Champs
- Sainte-Pience
- Subligny
- Le Tanu

## Compétences
Conformément aux dispositions de l'article L. 5214-16 du CGCT, la communauté de communes exerce obligatoirement les  deux compétences suivantes :
- actions de développement économique intéressant l'ensemble de la communauté ;
- aménagement de l'espace.

Elle doit également exercer au moins une des compétences relevant des six groupes suivants :
- protection et mise en valeur de l'environnement ;
- politique du logement et du cadre de vie ;
- création, aménagement et entretien de la voirie ;
- construction, entretien et fonctionnement d'équipements culturels, sportifs et d'enseignement préélémentaire et élémentaire ;
- action sociale d'intérêt communautaire ;
- tout ou partie de l'assainissement.

Le conseil de communauté peut également choisir des compétences facultatives qu'il définit lui-même. De plus, la communauté de communes peut, avec accord du département, exercer directement certaines compétences d'action sociale qui relèvent normalement de celui-ci.
Elle peut se donner compétence en matière de droit de préemption urbain ou recevoir délégation du Département pour exercer des fonctions d'aide sociale.
Les communes peuvent, par ailleurs, déléguer à la communauté d'autres compétences.
L'exercice de certaines compétences nécessite que soient définis les actions et équipements reconnus d'intérêt communautaire. Cette déclaration d'intérêt communautaire résulte du vote d'une majorité qualifiée des conseils municipaux, ce qui est une différence fondamentale par rapport au régime des communautés d'agglomération, où cette déclaration d'intérêt communautaire est faite par une délibération du conseil communautaire prise à la majorité des deux tiers du conseil de la communauté d'agglomération, donnant ainsi un pouvoir important aux instances communautaires.
À partir du moment où les compétences sont déléguées à la communauté, les communes ne peuvent plus les exercer.

## Administration
| Période      | Période       | Identité            | Étiquette | Qualité                        |
| ------------ | ------------- | ------------------- | --------- | ------------------------------ |
| janvier 1993 | 1995          | Émile Lebourgeois   |           | Maire de La Lucerne-d'Outremer |
| 1995         | mars 2001     | François Labarrière | RPR       | Maire de La Haye-Pesnel        |
| mars 2001    | décembre 2013 | Bernard Defortescu  |           | Maire de Folligny              |